# Martin Miller
Martin Miller, vlastním jménem Johann Rudolph Müller, (2. září 1899, Kroměříž, Rakousko-Uhersko – 26. srpna 1969, Innsbruck) byl česko-rakouský herec, režisér a kabaretiér židovského původu. Od roku 1939 působil ve Spojeném království.

## Život
Johann Rudolph Müller se narodil v Kroměříži. Jeho rodiči byli Heinrich Müller a jeho žena Regina Kulková. O jeho mládí není nic známo. V roce 1921 debutoval ve vídeňském divadle Raimund. Od roku 1923 působil v Lodži, poté v Liberci a následně v Ustí nad Labem, kde v letech 1931 až 1933 řídil městské divadlo. Poté působil v Ostravě a do roku 1935 ve Štrasburku. Ve Vídni se opět objevil v kabaretech ABC a Literatur am Naschmarkt.
Po anšlusu Rakouska měl ještě v listopadu roku 1938 angažmá v Židovském kulturním sdružení v Berlíně. Po rozbití zbytku Česka emigroval v březnu 1939 do Velké Británie, kde si změnil jméno. V červnu 1939 byl v Londýně jedním ze zakladatelů exilového kabaretu Laterndl, pro který psal texty, režíroval a sám zde vystupoval. Proslavil se svými parodiemi Hitlera. Během války pracoval také pro propagandistický program stanice BBC v německém jazyce. Od roku 1942 získal vedlejší role v anglických scénách. V dlouho hraném hitu Past na myšku na West Endu více než tisíckrát ztvárnil roli pana Paraviciniho.
Od roku 1946 byl Miller ženatý s herečkou Hannou Norbertovou, jejich syn je hudební producent Daniel Miller (Mute Records). Objevil se ve více než padesáti anglických celovečerních filmech a televizních filmech. Mezi známější filmy patří Růžový panter (1963), Oči strachu (1960) a Exodus (1960). Zemřel v Innsbrucku při natáčení snímku Zapomenuté údolí.

## Spisy (výběr)
- Vůdce mluví. Parodie Hitlera . Únor 1940, 1. ledna Duben 1940 vysílán na BBC. In: Volker Kühn, Deutschlands Erwachen, 1989, s. 259–261
- Kometní píseň 1941 . Vysílání na BBC v květnu 1941. In: Volker Kühn, Deutschlands Erwachen, 1989, s. 250f.